# Madam Yoko
Madam Yoko hay Mammy Yoko (khoảng năm 1849–1906) là một lãnh đạo người Mende, ở Sierra Leone. Xuất thân từ dòng dõi có thế, hôn nhân được lựa chọn khôn ngoan và nắm được sức mạnh quyền lực, bà hội tụ đủ điều kiện để có được xã hội Sande một cách bí mật, Yoko đã trở thành nhà lãnh đạo có ảnh hưởng sâu sắc. Bà mở rộng Vương quốc Mende mà đến thời điểm qua đời, bà đã là người cai trị của một Liên minh Kpa Mende rộng lớn.

## Tiểu sử
Madam Yoko, tên ban đầu là Soma, sinh vào khoảng năm 1849 tại Gbo Chiefdom. Tại buổi lễ Sande của mình bà đổi tên thành Yoko, lúc đó bà được biết đến với điệu nhảy cuốn hút. Cuộc hôn nhân đầu nhưng không có kết quả của Yoko là với một người đàn ông tên Gongoima. Sau khi rời bỏ Gongoima, bà đến với người chồng thứ hai Gbenjei, Chánh xứ Taiama. Mặc dù Yoko vẫn không có con, nhưng Gbenjei đã giúp bà trở thành một người vợ cao quý, được nắm trong tay quyền lực kinh tế gia đình.
Sau cái chết của Gbenjei, Yoko kết hôn với Gbanya Lango. Năm 1875, Gbanya bị quan chức thực dân Anh tại Taiamawaro bắt giữ. Yoko trực tiếp đến Thống đốc Rowe khiếu nại việc thả chồng của bà. Rowe rất ấn tượng với sự hấp dẫn của Yoko, Gbanya bị đánh đập và được thả ra. Sau biến cố này, Yoko thành người vợ cao quý của Gbanya và bắt đầu giao cho bà trọng trách ngoại giao. Với Sande, Yoko nắm giữ một sức mạnh to lớn, không chỉ với phụ nữ, mà đến cả xã hội Mende nói chung. Là một lãnh đạo phụ nữ bí mật, bà gây dựng liên minh chính trị vững chắc và kết nạp những đồng tu trẻ tuổi để dạy dỗ, sau đó kết hôn họ vào dòng dõi quý tộc khác để giúp họ vươn lên nắm quyền lực như bà. Năm 1878, sau cái chết của người chồng thứ ba, Yoko trở thành lãnh tụ của Senehun. Đến năm 1884, bà chính thức được công nhận là "Nữ hoàng Senehun". Sự công nhận này không chỉ từ chính thần dân của bà, mà còn đến từ nước Anh. Bà qua đời năm 1906, có tin đồn là tự sát. Không có con cháu riêng, bà được anh trai mình là Lamboi kế vị.